# 野球カナダ代表
野球カナダ代表(やきゅうカナダだいひょう)は、カナダの野球ナショナルチームである。

## 歴史
2004年のアテネオリンピックではアメリカ大陸予選において本命視されていたアメリカが姿を消す波乱もあって、初めて出場権を獲得し、準決勝で日本に敗れたが初出場ながら4位という成績を収めた。
2006年の3月に初めて開催されたワールド・ベースボール・クラシック(WBC)では南アフリカ共和国に苦戦するも、アメリカに勝利する大金星を挙げるなどしたが、メキシコに大敗し、結局1次リーグで姿を消した。
2008年の北京五輪の米大陸予選では、4位に入り世界最終予選に進出し、本戦出場権を獲得した。
2009年の第2回WBCでは、アメリカ、イタリアに連敗し1勝もできずに予選降格となった。
2011年に、2011年パンアメリカン競技大会野球競技に出場。カナダ史上初の優勝を果たした。
2012年の第3回WBC予選では、全試合で二桁得点を記録し圧倒的な成績で予選ラウンドを突破した。
2013年3月のWBC本戦では、メキシコ代表に1勝するも、アメリカ、イタリアに敗れ、1次ラウンドで敗退した。メキシコ戦はWBC史上初の乱闘を起こした。
2015年7月の2015年パンアメリカン競技大会野球競技に男女で出場。7月19日に男子が2大会連続2度目の優勝を果たした。女子は2位だった。8月から9月にかけては2015 WBSC U-18ワールドカップに出場。オーストラリア連邦クイーンズランド州ゴールドコーストでオーストラリア代表と強化試合も行った。11月は2015 WBSCプレミア12に出場し、グループリーグ全勝で首位通過したものの、準々決勝でメキシコに敗れた。
2017年3月の第4回WBC本戦ではドミニカ共和国、コロンビア、アメリカに3連敗し1次ラウンドで敗退した。

## 国際大会

### ワールド・ベースボール・クラシック
- 2006年：1次ラウンド敗退
- 2009年：1次ラウンド敗退
- 2013年：1次ラウンド敗退
- 2017年：1次ラウンド敗退
- 2023年：1次ラウンド敗退
- 2026年：出場権獲得

### オリンピック
- 1992年　- 予選敗退
- 1996年　- 予選敗退
- 2000年　- 予選敗退
- 2004年　- 4位
- 2008年　- 6位
- 2021年　- 予選敗退

### WBSCプレミア12
- 2015年　- 5位
- 2019年　- 7位
- 2024年 - 参加資格無し

### パンアメリカン競技大会
- 1999年　- 3位
- 2011年　- 優勝
- 2015年 (男子) - 優勝
- 2015年 (女子) - 2位

## 主な代表選手
- 2006 ワールド・ベースボール・クラシック・カナダ代表
- 2009 ワールド・ベースボール・クラシック・カナダ代表
- 2013 ワールド・ベースボール・クラシック・カナダ代表
- 2015年パンアメリカン競技大会男子野球カナダ代表
- 2015 WBSCプレミア12 カナダ代表
- 2017 ワールド・ベースボール・クラシック・カナダ代表
- 2019 WBSCプレミア12 カナダ代表
- 2023 ワールド・ベースボール・クラシック・カナダ代表